# Korona Kraków
Korona Kraków – wielosekcyjny klub sportowy w Krakowie. 

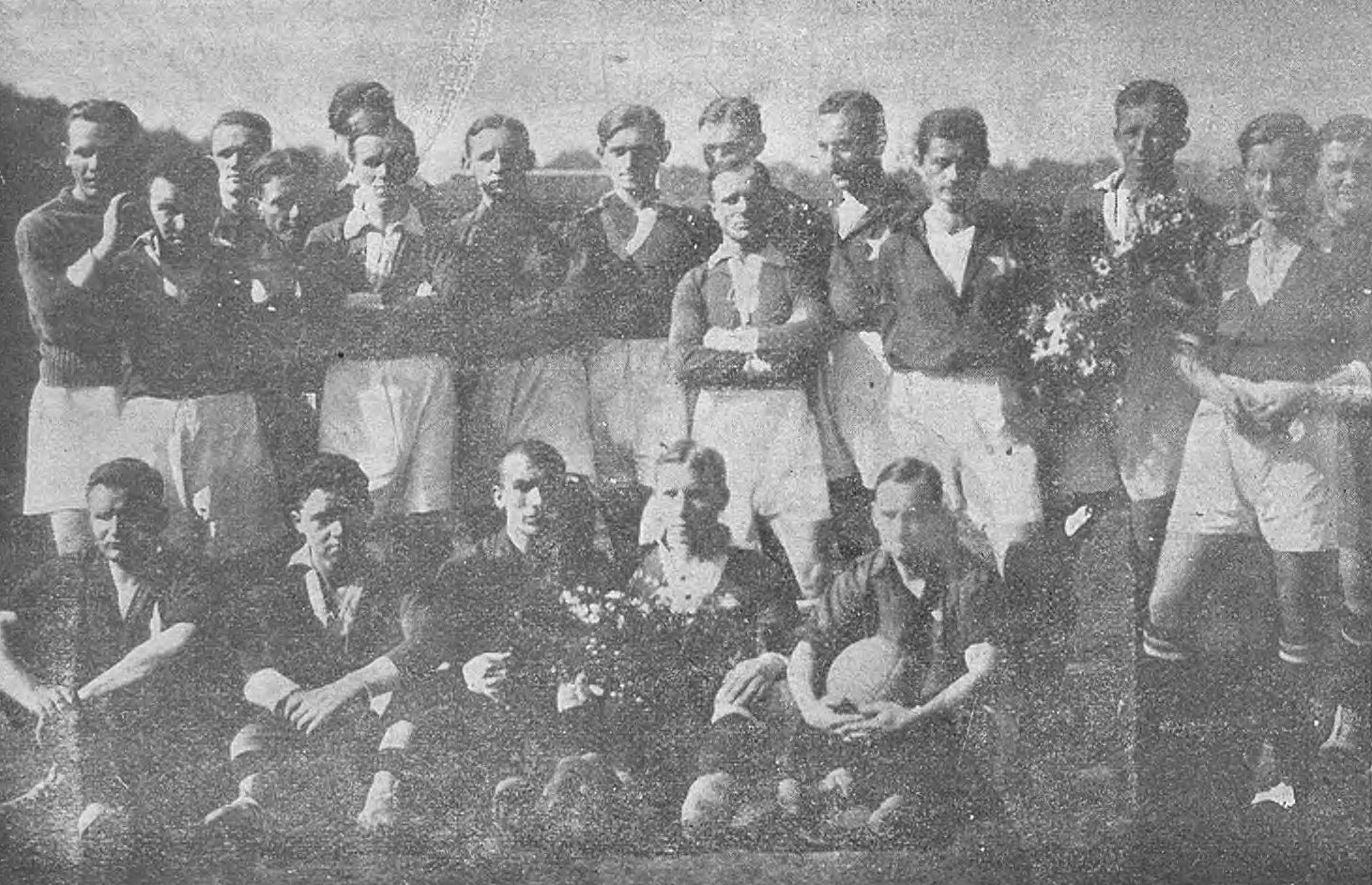
Drużyna piłkarska Korony w 1924

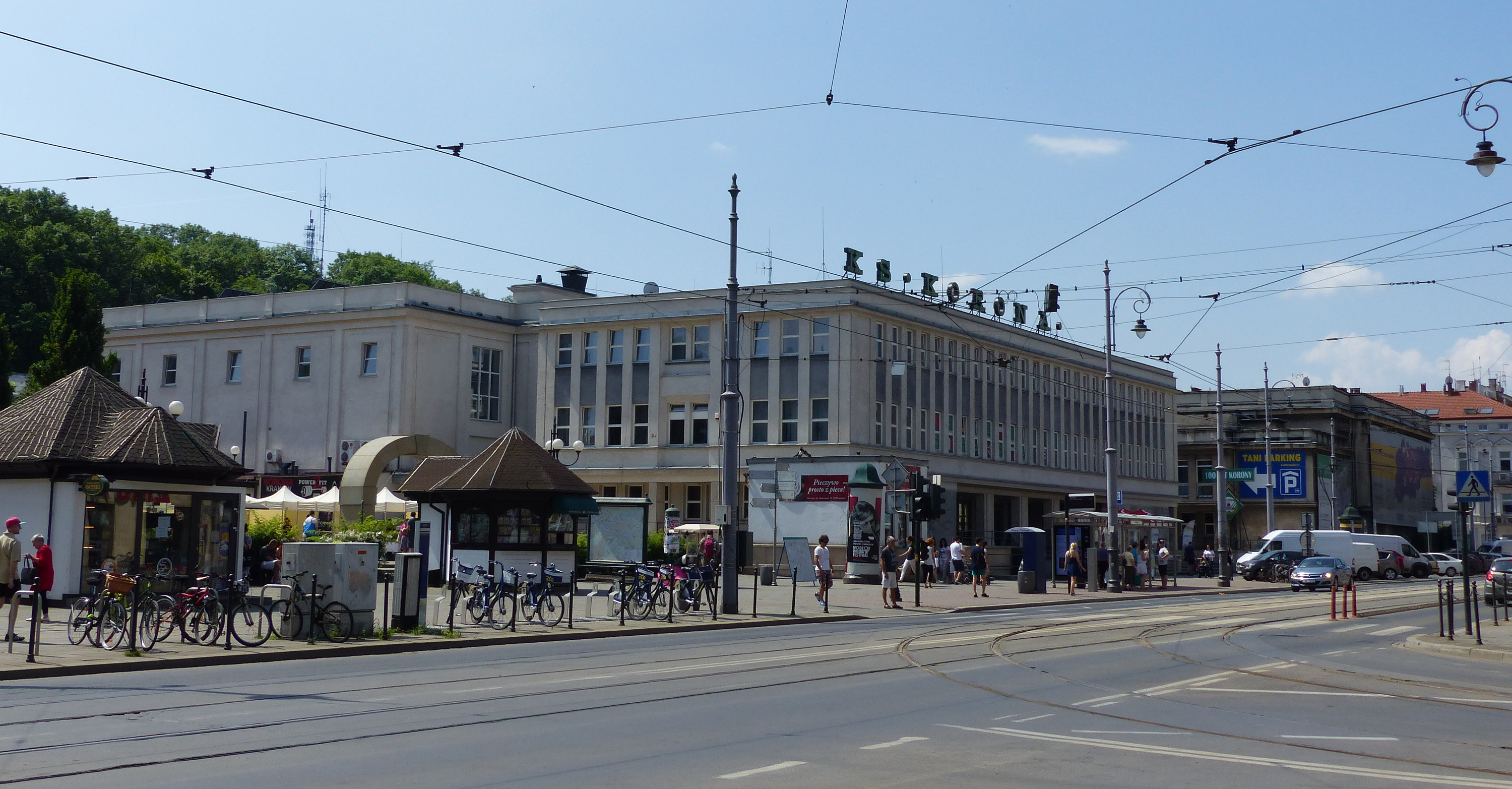
Hala, basen i hotel KS Korona przy ul. Kalwaryjskiej

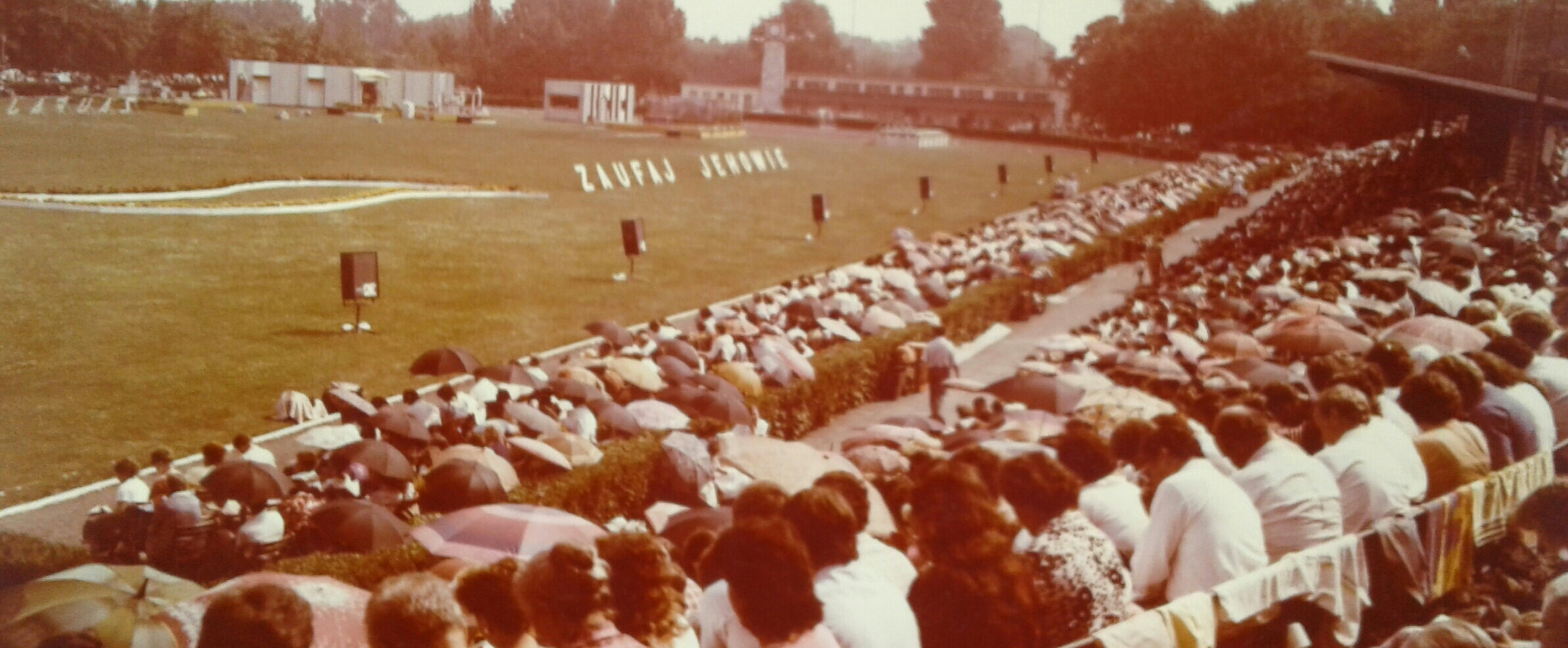
Kongres Świadków Jehowy pod hasłem „Zaufaj Jehowie” na stadionie Korony Kraków w 1987 roku

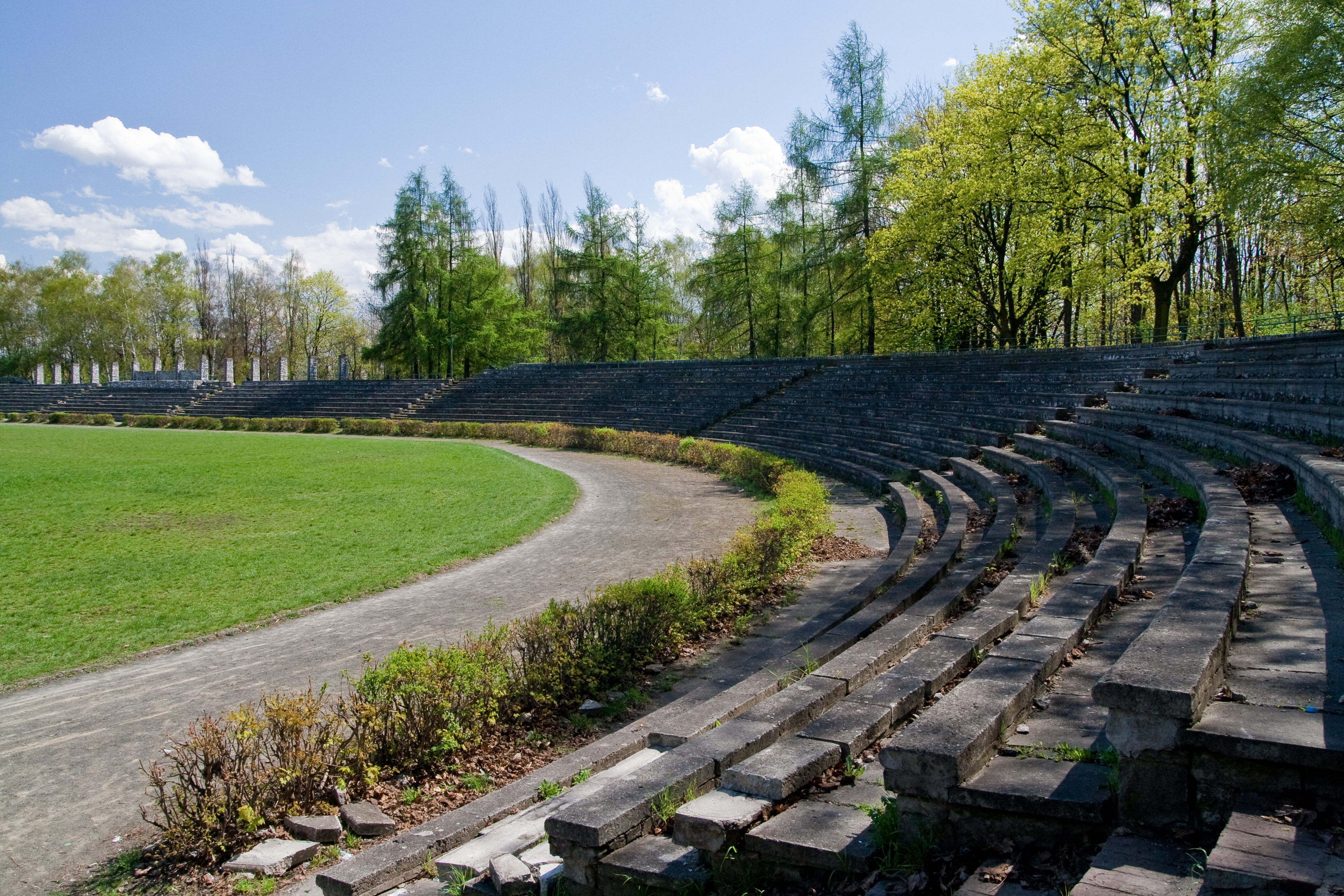
Stadion klubu na Krzemionkach (przy ul. Parkowej

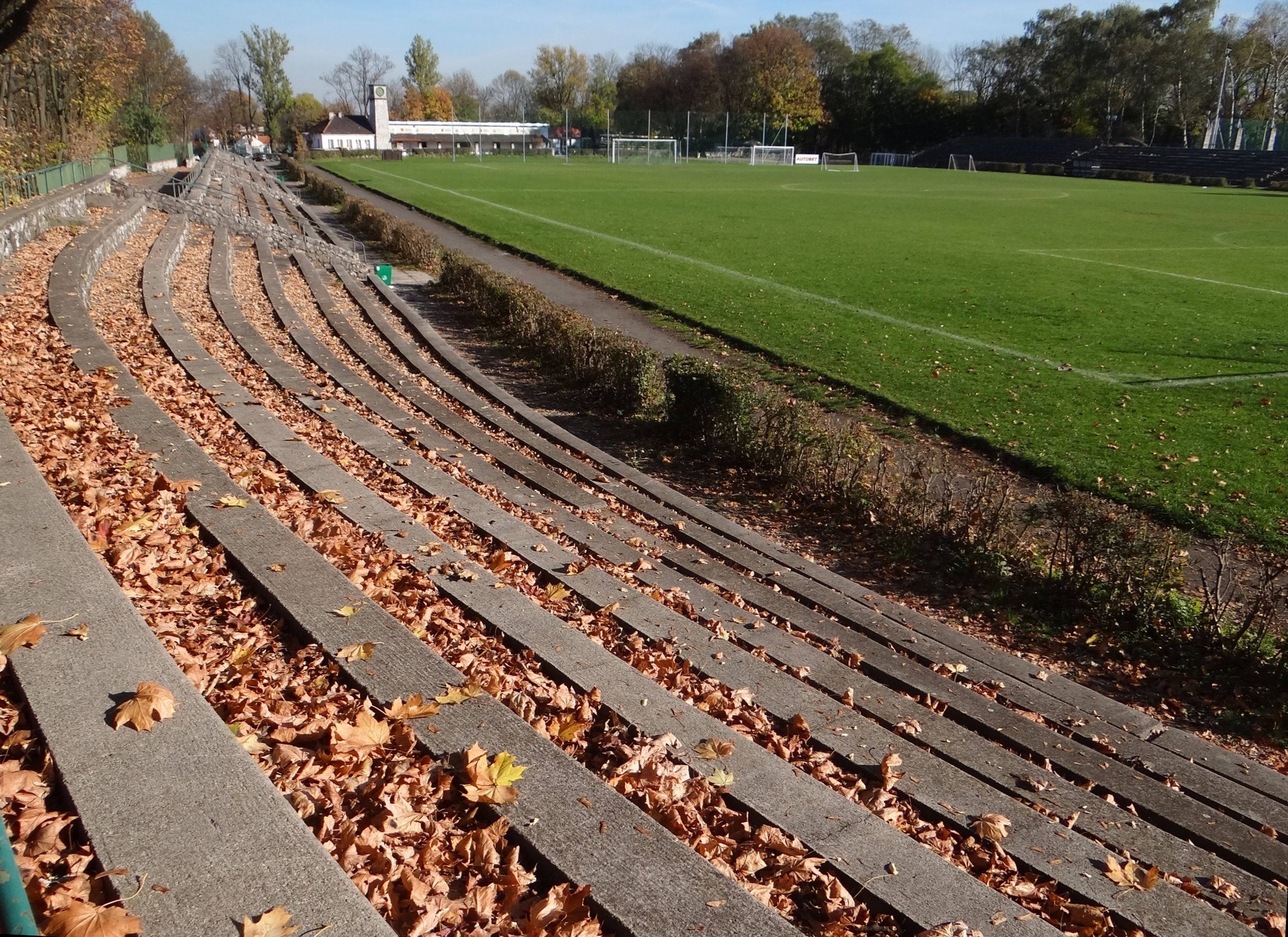
Stadion na Krzemionkach

## Historia
Założony w 1919. W latach 1951–1971 połączony z innym krakowskim klubem – Garbarnią, nosił wówczas nazwę Włókniarz. Od 9 czerwca 2021 roku w stanie upadłości.
W 1969 Klub Sportowy „Korona" w Krakowie otrzymał Złotą Odznakę „Za Pracę Społeczną dla miasta Krakowa”.
Istniejące sekcje (2019):
- gimnastyka kobiet
- gimnastyka mężczyzn
- koszykówka kobiet
- koszykówka mężczyzn
- pływanie
- szachy
- wspinaczka

Nieistniejące sekcje:
- piłka nożna
- siatkówka
- piłka ręczna
- boks
- zapasy
- hokej na lodzie
- wyścigi motocyklowe
- rugby union (sekcja przejęta z Juvenii Kraków, działająca w latach 1987–1988, występująca w II lidze)[3].

## Stadion
Stadion Korony znajduje się w Krakowie przy ul. Parkowej 12a. Obecnie jest to „Centrum Sportu Parkowa”.
W 1925 roku przejęto od miasta nieużytki przy ul. Parkowej, na którym urządzono boisko wraz z ławkami dla kibiców oraz wybudowano prowizoryczny barak na szatnie. W okresie II wojny światowej na boisku posadzono drzewa owocowe, obok wybudowano willę. W 1947 roku ponownie zostało otwarte boisko. Jesienią rozpoczęły się pracę przy budowie stadionu. Uczestniczyli w nim junacy. W 1951 roku na 7,5 ha terenie powstały trybuny mogące pomieścić 10 tys. osób, bramy i droga dojazdowa, boiska do siatkówki i koszykówki, korty tenisowe, strzelnica, tor przeszkód, także wieża zegarowa i szatnie. W parku Bednarskiego, powstało oświetlone lodowisko z bandami hokejowymi. Stadion z nieistniejącą częścią zadaszonej trybuny otwarto w 1952 roku, a oficjalnie 27 kwietnia 1953 roku. W 1973 roku zawieszono sekcje piłkarską i mecze na stadionie. W latach 70. i 80. XX wieku na stadionie gościnie rozgrywała swoje mecze Garbarnia Kraków. W roku 1983, 1984, 1986, 1987 oraz w latach 1990–1992 na stadionie organizowano kongresy Świadków Jehowy
. Przeprowadzili oni w tym okresie remont stadionu. W 2014 roku obiekty przejęło miasto. Rok później dzierżawcą obiektu został Klub Sportowy Futbolowa Liga Szóstek Sp. z o.o. W 2018 roku ze stadionu zaczął korzystać reaktywowany klub KS Kabel.

## Sportowcy
- Helena Rakoczy – gimnastyka
- Urszula Stępińska – gimnastyka, uczestniczka Igrzysk Olimpijskich w Berlinie (1936)
- Irena Kieresińska – strzelectwo
- Władysław Bajorek – zapasy
- Henryk Martyna – piłka nożna
- Piotr Korczak – wspinaczka